# Hersilia pectinata
Hersilia pectinata är en spindelart som beskrevs av Tord Tamerlan Teodor Thorell 1895. Hersilia pectinata ingår i släktet Hersilia och familjen Hersiliidae. Inga underarter finns listade i Catalogue of Life.